# Ristomta och Svalsta
Ristomta och Svalsta är en av SCB avgränsad och namnsatt småort i Nynäshamns kommun i Stockholms län. den omfattar bebyggelse i Ristomta och Svalsta i Sorunda socken belägna i den västra delen av kommunen, öster om Stora Sundby utmed länsväg 225.